# Йонко Василев
Йонко Василев, с творческо име YO\KO, е български художник, авангардист.

## Биография
Роден е на 10 март 1977 г. в Ботевград.
Обектът и разнообразните техники заемат голяма роля в неговото изкуство. През 2015 г. участва в проекта Imago Mundi на фондация Luciano Benetton, като съпътстваща изложба на Венецианското биенале Италия). Следващата 2016 г. става бенефициент от Гауденц Б. Руф (награда) за „Стаята на Йонко“. Заедно със съпругата си Ина Трифонова осъществява много от проектите си като част от артистичното дуо YO\KO+INA. През 2021 година YO\KO+INA излагат първия си проект „Обекти и обективна живопис“ в галерия Credo Bonum, София.
Йонко Василев умира на 12 юли 2023 г.

## Творчество
„Стаята на Йонко“ (Yonko's Room) е инсталация, реализирана в основното пространство на галерия Credo Bonum Gallery София, 2016 г. Експозицията пресъздава трансформирането на вече съществуващи обекти и предмети в произведения на изкуството, които оформят интериора на стаята на художника. Стаята, сама по себе си е голям обект, разположен в средата на галерията. Зрителят може да извади един обект, без да наруши целостта на инсталацията. Всеки път, когато това се случва, художникът трансформира някои от вече създадените творби и я пренарежда.
„Арката на Йонко“ (Yonko's Ark) е концептуална изложба в One Gallery, София, 2018. Изложбата представя инсталация от серия обекти позиционирани върху реставриран скрин. Те символизират наследството, което художникът оставя след себе си. Изложбата съдържа още серии от обекти с по-малки размери, кореспондиращи на темата. Заглавия като „Smart is the New Sexy“, „Curator’s Talk: Timova & Artelina“, „Pink Freud“ и др.
„Изкушенията на Йонко“, (Yonko's Delights) е самостоятелна изложба в Intro Gallery, София, реализирана през 2019 г. В изложбата са експонирани обекти с реалистична прилика на захарни изделия. Изложбата от сладки обекти буквално подканя зрителя да опита, да вкуси от изкуството, наредено в експозицията. Обекти с имена като „Ice cream“, „Sugar Landscape“, „Ring Cake“ са част от асортимента от сладки предмети на изкуството.
„Обекти и обективна живопис“ (Objects and objective painting) е първият проект на дуото за съвременно изкуство Йонко Василев и Ина Трифонова, които създават концептуалната платформа YO\KO+INA. През 2021 година те представят „Обекти и обективна живопис“ в галерия Credo Bonum Gallery, гр. София. YO\KO+INA създават атрактивна визуална среда, в който се откроява концепцията за изместване фокуса от живописта към обекта и добиването на нови материалности, структури, повърхности. В изложбата могат да се видят монументалните обекти за стена в неоново червено - „Neon Objects” series - Shark, „Neon Objects” series - Bull и „Neon objects” series - Elephant, както и едромащабни живописни творби, задвижващи се обекти с мотор, светещи обекти от плексиглас и други.
В проекта „YES” (ДА) 2022 YO\KO+INA концептуализират изложбата си около думата „ДА“ отбелязвайки важен момент в своя живот, а именно свързването на двамата като партньори не само в изкуството, но и в живота. Повърхностите на всички обекти са с богат спектър от бляскави ефекти. Заглавията на обектите „Yes”, Rabbit Hole Cake”, “Guns’n roses”, “The Queen” и други подчертават подтемите, които се изследват в този проект. Важно място в галерийното пространство заема видеото „The interaction with the word “YES”, позиционирано на фронталната стена в галерия „DOZA”. Взаимодействието с думата „Да“ изразява състоянието и емоциите, през които преминават двамата артисти, произнасяйки я отчетливо и изчаквайки се един друг.

## Самостоятелни изложби
- 2023 NEW ACTION PAINTING / CONNECTING DROPS by YO\KO+INA – INTRO Gallery, София[26]
- 2022 YES by YO\KO+INA – DOZA Gallery, София[27]
- 2021 „Objests & Objective Painting", by YO\KO+INA – Credo Bonum Gallery, София[28][29]
- 2019 „Yonko's Delights“ – Intro Gallery, София
- 2018 „Yonko's Ark“ – One Gallery, София
- 2017 „Under Construction by YO\KO“ – Arosita Gallery, София[30]
- 2016 „Стаята на Йонко“ – Credo Bonum Gallery, София
- 2014 „Stick Place“ – Arosita Gallery, София
- 2014 „Reality Check“ – Yuzina Art Gallery, София[31]
- 2014 YO\KO и Ива Яранова – Arosita Gallery, София[32]

## Колекционерска изложба
- 2012 „THE COLLECTOR“ – Arosita Gallery, София[33]

## Групови изложби
- 2023 „Археология на щастието“ - ИЦ „Мелницата“, Балчик[34]
- 2023 „ТУХЛАТА /2023“, YO\KO+INA – Културен Център ReBonkers, Варна[35]
- 2022 „MOST“, YO\KO+INA - Vivacom Art Hall Gallery, Sofia, Bulgaria[36]
- 2020 „A Little Of This, A Little Of That“, YO\KO+INA, ART4 Gallery, Dubai
- 2020 „Art Around Us“, Foundation of art and culture, Bhopal, Индия[37]
- 2020 „Поетика на пространството“, YO\KO+INA – Арт център Банкя[38][39][40]
- 2019 Поглед в депото (Или „Да колекционираш съвременно!“), Склад в Тютюневия град, Пловдив[41]
- 2019 „Образ и подобие“ – Zurab Tsereteli, Музей за съвременно изкуство, Тбилиси[42]
- 2018, Join the Dots / Unire le distanze, Salone Degli Incanti, Ex Pescheria Centrale, Trieste, Italy[43]
- 2016 "STAICHKI" Пролетен фестивал на съвременно изкуство – Благоевград[44]
- 2016 „Love Is...“ – Steppenwolf Gallery, София
- 2015 „Imago Mundi“ Map of the new art – Fondazione Cini, Венеция, Италия[45]
- 2014 „Нови нюанси в съвременното изкуство“ – Градска художествена галерия, Благоевград
- 2014 „Образ и подобие“ – Национална художествена галерия, София[46]
- 2013 „Секция 13“ – Съюз на българските художници, София

## Биеналета и фестивали
- 2023 Фестивал за съвременно изкуство „Процес – Пространство“ - ИЦ „Мелницата“, YO\KO+INA, Балчик[47]
- 2016 „Пролетен фестивал на съвременно изкуство“ – Благоевград[48]

## Каталози
- 2015 Save the Dreams, Contemporary Artists from Bulgaria, Imago Mundi – Luciano Benetton Collection[49]
- 2015 Image and likeness, National art gallery, Catalog, Николай Неделчев collection[50]